# P50
Pour les articles homonymes, voir P50 (homonymie).
En biochimie, la p50 est la pression d'un gaz requise pour atteindre 50 % de saturation d'une enzyme.

## Caractéristiques
Les valeurs de p50 sont négativement corrélées avec l'affinité du substrat, c'est-à-dire que de basses p50 correspondent à une forte affinité, et vice versa. La p50 est comparable à la constante de Michaelis-Menten (Km) qui correspond à la concentration d'un substrat requise pour atteindre 50 % de la vitesse maximale de réaction.

## Exemples
La p50 de la myoglobine pour l'oxygène est de 130 Pa alors que pour l'hémoglobine elle est de 3.5 kPa (soit 3500 Pa). C'est-à-dire que dans les basses pressions en oxygène, l'oxygène transporté par l'hémoglobine a tendance à se transférer vers la myoglobine. La myoglobine étant à l'intérieur du muscle, en captant l'oxygène elle peut le transférer à la cellule en vue de produire l'énergie nécessaire à la contraction musculaire.